# Chiesa di San Clemente a Pigli
La chiesa di San Clemente a Pigli è una chiesa di Arezzo che si trova in località Pigli.

## Storia e descrizione
La chiesa, posta nell'agglomerato centrale di Pigli, è sorta in epoca altomedievale. Sebbene chiamata con il nome di San Clemente, l'edificio è da identificare con l'originaria chiesa di Sant'Andrea a Pigli, menzionata a partire dal XIII e XIV secolo. La struttura è caratterizzata da un assetto gotico. La facciata è stata rifatta nella parte inferiore. L'architrave del portale reca la data 1314. Trecentesche e attribuibili a scuola di Spinello Aretino sono le pitture interne.